# Marine pontificale
La Marine pontificale — en italien : Marina Pontificia — était la force maritime des États pontificaux. Elle a eu une existence sporadique mais a contribué aux batailles d'Ostie et de Lépante sous le règne de Léon IV jusqu'au règne du pape Léon XIII en 1878.

## Histoire
Protégés, à l'origine, par la marine byzantine, les états pontificaux se sont retrouvés dans le besoin d'une force navale propre à eux à la suite d'un raid musulman sur Rome en 843 et le sac de la ville en 846. Sous la direction de César, fils du duc de Naples, une force de Naples, Amalfi, Gaeta et les navires pontificaux repoussent les pirates au large d'Ostie en 849.
Plus tard, les États pontificaux subventionnent diverses flottes pendant les croisades et équipent certains escadrons en leur nom qui participent avec Venise et d'autres contre l'Empire ottoman après la chute de Constantinople. Avec des bateaux engagés et affiliés de la Toscane et de Malte, une escadre du pape participe à la bataille de Lépante. Les navires pontificaux ont souvent aidé la république de Venise dans ses guerres avec l'empire ottoman.
Comme les autres marines méditerranéennes de l'époque, la marine pontifical utilise des galères et autres navires à rames, propulsés par des esclaves, qu'elle achète sur les différents marchés aux esclaves et notamment l'esclavage à Malte.
En 1715, le pape Clément XI construit l'arsenal pontifical près de Porta Portese à Ripa Grande sur le Tibre.
En 1819, les navires pontificaux sont protégés par un traité international, mais la seule marine se remettait lentement de la saisie de ses navires au cours des guerres napoléoniennes. L'un d'eux est  capturé par des pirates musulmans en 1826, mais à la suite d'une démonstration de force par deux frégates et un sloop de guerre du Piémont, par le capitaine Arnous, le bey de Tripoli libère le navire avec 10 600 francs de compensation.
En 1823, la marine comprend la goélette à douze canons San Pietro, un cotre, une felouque et une chaloupe. Elle possède également douze patrouilleurs armés de mortiers servant de garde-côtes répartis en deux escadres, huit navires dans la mer Adriatique et quatre en mer Tyrrhénienne. Le lieutenant-colonel Alessandro Cialdi dirige une expédition en Égypte, puis ramène trois bateaux à vapeur anglais à Rome pour la navigation sur le Tibre. Un quatrième bateau à vapeur participe au cours des troubles de 1848, en s'opposant aux Autrichiens au siège d'Ancône. 
En 1856, la Marine de guerre (Marina da Guerra), la Garde des finances (Marina di Finanza) et la Marine du Tibre (Marina del Tevere) combinent leurs administrations au sein de la Marine pontificale (Marina Pontificia).
Dans le cadre de sa rupture avec les politiques diplomatiques du pape Pie IX, le pape Léon XIII vend le dernier navire de la marine du pape, la corvette Immacolata Concezione, lors de sa première année de mandat.
Comme la papauté était déjà limitée à la Cité du Vatican à la suite de la prise de Rome, il la fait amarrer à Toulon en France.
Son drapeau et une maquette à l'échelle se trouvent au musée du Vatican dans le palais du Latran.

## Navires
- A Lépanto :
  - Capitana ("Navire amiral")
  - Padrona ("Navire amiral d'escadron")
  - Suprema (Suprême)
  - Serena (Sereine)
  - Pace (Paix)
  - Vittoria (Victoire)
  - Grifona (Griffon)
  - Santa Maria (Sainte Marie)
  - San Giovanni (Saint Jean)
  - Regina (Reine)
- San Bonaventura (St. Bonaventure)[6]
- San Pietro (St Pierre) une goélette
- San Paolo, (navire papal), un brick désarmé en 1807
- Roma, un bateau à vapeur
- Immacolata Concezione (immaculée conception), une corvette